# Gabrielle (película de 2013)
Gabrielle es una película canadiense de 2013, cuya directora y guionista fue la canadiense Louise Archambault.

## Argumento
Gabrielle y Martin son dos personas que se aman, aunque sus sentimientos se ven obstaculizados por las opiniones de quienes les rodean, quienes los consideran diferentes.